# Un siècle d'écrivains

Un siècle d'écrivains est une collection de 257 documentaires sur des écrivains du XXe siècle, dirigée et présentée par Bernard Rapp en collaboration avec Florence Mauro, diffusée à la télévision les mercredis en deuxième partie de soirée sur France 3 du 4 janvier 1995 au 8 février 2001. Au départ, 260 « épisodes » étaient prévus. La dernière émission a été consacrée à Antoine Chuquet : un écrivain imaginaire.

## Historique
Jean-Pierre Cottet, à l'époque directeur d'antenne et des programmes de France 3, a l'initiative de la série au printemps 1994. Leur production est confiée à des sociétés de production indépendantes et à des documentaristes souvent réputés. Le format de chacun d'eux est celui d'un documentaire unitaire de 52 minutes.

## Liste complète des épisodes
Cette liste suit l'ordre alphabétique des écrivains qui ont fait l'objet d'un documentaire dans cette collection. Le numéro d'ordre dans la série est suivi de la date de la première diffusion.
- A
  - Samuel Joseph Agnon d’Emmanuel Chouraqui, n°124 (04/06/1997)
  - Alain-Fournier de Jacques Tréfouël, n°28 (12/07/1995)
  - Rafael Alberti de José Maria Berzosa, n°178 (09/12/1998)
  - Jorge Amado de Walter Salles, n°12 (22/03/1995)
  - Jean Anouilh de Claude Santelli, n°189 (17/03/1999)
  - Guillaume Apollinaire de Jean-Claude Bringuier, n°175 (18/11/1998)
  - Louis Aragon d’Hervé Baslé et Pierre Daix, n°210 (20/11/1999)
  - Antonin Artaud d'André S. Labarthe, n°255 (18/01/2001)
  - Miguel Ángel Asturias de Danièle Baudrier et Amos Segala, n°220 (12/02/2000)
  - Jacques Audiberti de Marie-Louise Audiberti et Philippe Condroyer, n°158 (08/04/1998)
  - Marcel Aymé de Sylvain Roumette, n°87 (28/08/1996)
- B 
  - Amadou Hampâté Bâ de Bérangère Casanova et Bernard Mounier, n°214 (18/12/1999)
  - James Baldwin de Karen Thorsen, n°174 (11/11/1998)
  - Maurice Barrès de Jean-Claude Lamy et Claude Vajda, n°41 (11/10/1995)
  - Georges Bataille d’André S. Labarthe, n°122 (30/04/1997)
  - Hervé Bazin de Jean-Daniel Verhaeghe et Pierre Moustiers, n°64 (20/03/1996)
  - Simone de Beauvoir de Valérie Stroh et Pascale Fautrier, n°182 (27/01/1999)
  - Samuel Beckett de Valeria Lumbroso, n°94 (16/10/1996)
  - Pierre Benoit de Philippe Sainteny et d’Alain Ferrari, n°149 (04/02/1998)
  - Nina Berberova de Guy Seligmann et Hubert Nyssen, n°134 (24/09/1997)
  - Georges Bernanos de Patrick Zeyen, n°10 (08/03/1995)
  - Tristan Bernard d’Alain Moreau et Emmanuel Descombes, n°180 (06/01/1999)
  - Thomas Bernhard de Jean-Pierre Limosin, n°176 (25/11/1998)
  - Maurice Blanchot d’Hugo Santiago et Christophe Bident, n°168 (30/09/1998)
  - Karen Blixen de Jean-Noël Cristiani, n°48 (29/11/1995)
  - Antoine Blondin de Jean-François Giré, n°6 (08/02/1995)
  - Heinrich Böll d'Isabelle Bourgeois et Philippe Piazza, n°55 (17/01/1996)
  - Yves Bonnefoy de Patrick Zeyen et Étienne Bimbenet, n°32 (09/08/1995)
  - Jorge Luis Borges, d'Alberto Manguel et Philippe Molins, n°200 (23/06/1999) 
  - Henri Bosco de Jean-François Jung, n°252 (28/12/2000)
  - Mikhaïl Boulgakov de Iossif Pasternak, n°135 (01/10/1997)
  - Nicolas Bouvier d’Olivier Bauer et Joël Calmettes, n°222 (26/02/2000)
  - Emmanuel Bove d’Hervé Duhamel, Jean-Luc Bitton et Catherine N’Diaye, n°106 (08/01/1997)
  - Bertolt Brecht de Joachim Lang et Guy Andréani, n°141 (12/11/1997)
  - Anthony Burgess d’Elisa Mantin, n°126 (18/06/1997)
  - William Burroughs de Jean-François Vallée, n°227 (08/04/2000)
  - Dino Buzzati de François Ekchajser et Didier Martiny, n°120 (16/04/1997)
- C
  - René Guy Cadou de Jean Rouaud et Jean-Pierre Prévost, n°196 (19/05/1999)
  - Roger Caillois de Nicolas Stern et Dominique Rabourdin, n°198 (09/06/1999)
  - Erskine Caldwell d’Alain Moreau et Emmanuel Descombes, n°218 (29/01/2000)
  - Italo Calvino d'Edgardo Cozarinsky, n°46 (15/11/1995)
  - Albert Camus de Jean-Daniel et Joël Calmettes, n°213 (11/12/1999)
  - Elias Canetti d’Olivier Barrot et Jules-César Muracciole, n°254 (11/01/2001)
  - Truman Capote de Michel Abescat, n°154 (11/03/1998)
  - Francis Carco de Bernard Queysanne et Jean-Jacques Brochier, n°235 (03/06/2000)
  - Alejo Carpentier d'Emilio Pacull, n°130 (16/071997)
  - Constantin Cavafis d'Eglal Errera et Érsi Sotiropoúlou, n°163 (13/05/1998)
  - Jean Cayrol de Jean-Luc Alpigiano et Jacques Loiseleux, n°247 (23/11/2000)
  - Bernard Clavel de Jean-Claude Lamy et Claude Vajda, n°197 (02/06/1999)
  - Louis-Ferdinand Céline d’Alain Moreau et Emmanuel Descombes, n°147 (21/01/1998)
  - Blaise Cendrars de Claude-Pierre Chavanon et Miriam Cendrars, n°188 (10/03/1999)
  - Raymond Chandler de Michel Pamart et Fraser Macnaught, n°62 (06/03/1996)
  - René Char de Marie-Claude Char et Jacques Malaterre, n°150 (11/02/1998)
  - Jacques Chardonne  de Marie-Dominique Montel, n°229 (22/04/2000)
  - Andrée Chedid d'Antoine Léonard et Vicky Sommet, n°172 (28/10/1998)
  - Agatha Christie de Jérôme de Missolz et François Rivière, n°37 (13/09/1995)
  - Emil Michel Cioran de Bernard Jourdain et Patrice Bollon, n°192 (14/04/1999)
  - Antoine Chuquet de Bernard Rapp et Alain Wieder, n°257 (08/02/2001)
  - Paul Claudel de Jacques Tréfouel, n°145 (07/01/1998)
  - Jean Cocteau de Jacques Barsac, n°95 (23/10/1996)
  - Albert Cohen de Glenio Bonder et William Karel, n°54 (10/01/1996)
  - Colette de Gérard Bonal et Jacques Tréfouël, n°1 (04/01/1995)
  - Francisco Coloane d’Olivier Guiton, n°231 (06/05/2000)
  - Joseph Conrad de Karel Prokop, n°211 (27/11/1999)
  - Julio Cortázar de Chantal Rémy et Gérard Poitou-Weber, n°173 (04/11/1998)
  - Georges Courteline d’Isy Morgensztern, n°187 (03/03/1999)
- D
  - Roald Dahl de René-Jean Bouyer et Joël Foulon, n°143 (26/11/1997)
  - Frédéric Dard de Francis Gillery et François Rivière, n°74 (29/05/1996)
  - Mahmoud Darwich de Simone Bitton et Elias Sanbar, n°157 (01/04/1998)
  - Guy Debord de Philippe Sollers et Emmanuel Descombes, n°242 (19/10/2000)
  - Miguel Delibes de Jean-Michel Mariou et José Childlovsky, n°232 (13/05/2000)
  - Joseph Delteil de Bernard Mounier, n°81 (17/07/1996)
  - Michel Déon de Pierre Dupouey, n°45 (08/11/1995)
  - Robert Desnos de Jules-César Muracciole, n°114 (05/03/1997)
  - John Dos Passos de Daniel Costelle, n°17 (26/04/1995)
  - Arthur Conan Doyle de Marie-Dominique Montel, n°133 (1997)
  - Pierre Drieu la Rochelle de Michel Folin, n°221 (19/02/2000)
  - Marguerite Duras de Caroline Champetier, n°90 (18/09/1996)
  - Lawrence Durrell de Daniel Costelle et Isabelle Clarke, n°63 (13/03/1996)
- E
  - James Ellroy de Benoît Cohen et François Guérif, n°223 (04/03/2000)
  - Paul Éluard d'Isabelle Clarke et Daniel Costelle, n°50 (13/12/1995)
- F
  - John Fante de René Féret, n°68 (17/04/1996)
  - Léon-Paul Fargue de Jérôme Prieur, n°113 (25/02/1997)
  - William Faulkner de Marc Jampolsky et Michel Abescat, n°21 (24/05/1995)
  - Francis Scott Fitzgerald de Jean-François Vallée, n°91 (25/10/1996)
  - Louis-René des Forêts de Michel Dumoulin, n°116 (19/03/1997)
  - Anatole France de François Chayé et Olivier Barrot, n°24 (14/06/1995)
  - Carlos Fuentes de Valeria Sarmiento et Guy Scarpetta, n°191 (07/04/1999)
- G
  - Federico García Lorca de Magali Negroni, n°128 (02/07/1997)
  - Gabriel García Márquez d’Yves Billon et Moricio Martinez-Cavard, n°183 (03/02/1999)
  - Romain Gary d'Olivier Mille et André Asséo, n°151 (18/02/1998)
  - Armand Gatti de Stéphane Gatti et Michel Séonnet, n°112 (19/02/1997)
  - Jean Genet de Michel Van Zele, n°8 (22/02/1995)
  - Maurice Genevoix de Bernard Jannin, n°59 (14/02/1996)
  - Michel de Ghelderode de Patrick Zeyen, n°217 (22/01/2000)
  - André Gide de Jean-Denis Bredin et Jean-Pierre Prévost, n°93 (09/10/1996)
  - Jean Giono de Claude Santelli, n°13 (29/03/1995)
  - Jean Giraudoux de Philippe Piazza et Marcel Jullian,,n°18 (03/05/1995)
  - Édouard Glissant de Patrick Chamoiseau, Claude Chonville et Guy Deslauriers, n°75 (05/06/1996)
  - Witold Gombrowicz d’Andrzej Wolski, n°246 (16/11/2000)
  - Nadine Gordimer d’Anne Lainé, n°194 (28/04/1999)
  - Julien Gracq de Michel Mitrani, n°43 (25/10/1995)
  - Günter Grass de Philippe Nahum, n°138 (22/10/1997)
  - Graham Greene de Marie-Dominique Montel, n°42 (18/10/1995)
  - Roger Grenier de Stéphane Bégoin et Jean-Jacques Brochier, n°144 (17/12/1997)
  - Louis Guilloux de Josiane Maisse, n°83 (31/07/1996)
  - Sacha Guitry de Marcel Jullian et Philippe Piazza, n°4 (25/01/1995)
- H
  - Dashiell Hammett de Philippe Le More, n°240 (14/09/2000)
  - Knut Hamsun de Charles Dubois et Gilles Lapouge, n°165 (03/06/1998)
  - Anne Hébert de Catherine Pont-Humbert, n°251 (21/12/2000)
  - Ernest Hemingway de Pierre Guglielmina et Arnaud Sélignac, n°79 (03/07/1996)
  - Hermann Hesse de Reiner Moritz, n°209 (13/11/1999)
  - Patricia Highsmith de Philippe Kohly, n°51 (20/12/1995)
  - Nâzım Hikmet de Lulu Ménasé, n°244 (02/11/2000)
  - Chester Himes de Michel Lebrun et Godwin Djadja, n°29 (19/07/1995)
  - Bohumil Hrabal de Patrick Cazals, n°25 (21/06/1995)
  - Aldous Huxley de Béatrice Limare, n°215 (08/01/2000)
- I
  - Yasushi Inoue de Béatrice Limare, n°109 (29/01/1997)
  - Eugène Ionesco de Philippe Truffault, n°238 (24/06/2000)
  - Panaït Istrati d’Hélène Lioult, n°193 (31/04/1999)
- J 
  - Max Jacob d'Alain Ferrari, n°9 (01/03/1995)
  - Alfred Jarry de Jean-Christophe Averty, n°44 (01/11/1995)
  - Pierre Jean Jouve d'Olivier Mille et Robert Kopp, n°96 (30/10/1996)
  - James Joyce d'Antoine Gallien, n°14 (05/04/1995)
  - Ernst Jünger de Gero von Boehm, n°82 (24/07/1996)
- K 
  - Ismaïl Kadaré de Jacques Audoir et David Teboul, n°204 (02/10/1999)
  - Franz Kafka de Karel Prokop, n°38 (20/09/1995)
  - Kateb Yacine de Joseph Lecoq, n°80 (10/07/1996)
  - Yasunari Kawabata d’Antigone Shilling et Didier Deleskiewicz, n°248 (30/11/2000)
  - Níkos Kazantzákis de Bernard Boespflug et Dominique Brard, n°241 (05/10/2000)
  - Jack Kerouac de Michel Viotte et Éric Sarner, n°100 (27/11/1996)
  - Joseph Kessel de Marc Janpolsky, n°230 (29/04/2000)
  - Rudyard Kipling de Francis Guillery, n°226 (01/04/2000)
  - Pierre Klossowski d’Alain Fleischer, n°97 (06/11/1996)
  - Arthur Koestler de Georges Nizan et Phil Casoar, n°123 (07/05/1997)
  - Bernard-Marie Koltès de François Koltès, n°140 (05/11/1997)
- L
  - Valery Larbaud de François Chayé, n°11 (15/03/1995)
  - Jacques Laurent de Jérôme Garcin et Gilles Nadeau, n°115 (12/03/1997)
  - David Herbert Lawrence de William Karel, n°169 (07/10/1998)
  - Lawrence d’Arabie de Marie-Dominique Montel n°78 (26/06/1996)
  - Halldór Laxness de Béatrice Korc, n°186 (24/02/1999)
  - J. M. G. Le Clézio de michèle Gazier et Jacques Malaterre, n°71 (27/12/1995)
  - Paul Léautaud de Patrick Zeyen, n°129 (09/07/1997)
  - Maurice Leblanc de Nicole D.-V. Berkmans, n°108 (22/01/1997)
  - John Le Carré de Marc Jappain, n°228 (15/04/2000)
  - Michel Leiris de Christophe Barreyre et Jean Jamin, n°71 (08/05/1996)
  - Gaston Leroux de Jean-François Jung, n°15 (12/04/1995)
  - Doris Lessing de Paule Zajdermann, n°125 (11/06/1997)
  - Primo Levi de W. Karel, n°110 (05/02/1997)
  - Jack London de Michel Viotte et Michel Le Bris, n°23 (07/06/1995)
  - Pierre Louÿs de Pierre Dumayet et Robert Bober, n°239 (07/09/2000)
  - Howard Phillips Lovecraft de Pierre Trividic, Patrick Mario Bernard et Anne-Louise Trividic, n°199 (16/06/1999)
- M
  - Carson McCullers de Fabrice Cazeneuve et Jacques Tournier, n°34 (23/08/1995)
  - Pierre Mac Orlan de Francis Lacassin et Robert Mugnerot, n°56 (24/01/1996)
  - Naguib Mahfouz d'Anne Lainé, n°57 (31/01/1996)
  - Vladimir Maïakovski de Pavel Lounguine, n°155 (18/03/1998)
  - Norman Mailer de Thierry Marignac, n°181 (20/01/1999)
  - Curzio Malaparte de Jean-Paul Fargier, n°156 (25/03/1998)
  - André Malraux de Christian de Montrichard et Michel Vuillermet, n°98 (13/11/1996)
  - Thomas Mann de Bernard Sobel, n°86 (21/08/1996)
  - Katherine Mansfield de Gaëlle Bayssière, n°117 (26/03/1997)
  - Félicien Marceau d’Emmanuel Descombes, n°236 (10/06/2000)
  - François Mauriac d'Olivier Guiton et Jérôme Prieur, n°3 (18/01/1995)
  - André Maurois de Bernard Saint-Jacques, n°66 (03/04/1996)
  - Henri Michaux d'Alain Jaubert, n°22 (31/05/1995)
  - Yukio Mishima de Jean-Claude Lubtchansky, n°40 (04/10/1995)
  - Henry de Monfreid de Philippe Baraduc, n°85 (14/08/1996)
  - Henry de Montherlant de Patrick Bureau, n°16 (19/04/1995)
  - Paul Morand de Pierre-André Boutang et Annie Chevallay, n°234 (27/05/2000)
  - Elsa Morante de Francesca Comencini, n°127 (25/06/1997)
  - Alberto Moravia de Nico Di Biase, n°170 (14/10/1998)
  - Henry Miller de Robert Mugnerot, n°27 (05/07/1995)
  - Patrick Modiano de Paule Zajdermann et Antoine de Gaudemar, n°58 (07/02/1996)
  - Robert Musil de Pierre Desfons, n°202 (18/09/1999)
  - Álvaro Mutis d’Yves Billon et Moricio Martinez-Cavard, n°233 (20/05/2000)
- N 
  - Vladimir Nabokov de Patricia Desmortier, n°107 (15/01/1997)
  - Pablo Neruda d'Amalia Escriva, n°167 (23/09/1998)
  - Roger Nimier de Franck Saint-Cast, n°171 (21/10/1998)
  - Anaïs Nin de Gaëlle Bayssière et François Chayé, n°153 (04/03/1998)
  - Paul Nizan de Pascal Ory, Alain Wieder et Jean-Claude Guidicelli, n°53 (03/01/1996)
  - Anna de Noailles d'Antoine Gallien et Françoise Giroud, n°132 (10/09/1997)
  - François Nourissier de Bernard Queysanne, n°101 (04/12/1996)
- O 
  - Jean d'Ormesson d’Olivier Barrot, Fabrice Ferrari et François Chayé, n°179 (16/12/1998)
  - George Orwell de Christophe Muel, n°119 (09/04/1997)
- P
  - Pier Paolo Pasolini d’Alain Bergala et Hervé Joubert-Laurencin, n°159 (15/04/1998)
  - Boris Pasternak de Michel Andrieu, n°177 (02/12/1998)
  - Jean Paulhan de Jérôme Prieur, n°185 (17/02/1999)
  - Cesare Pavese d'Alain Bergala, n°2 (11/01/1995)
  - Octavio Paz de Jean-Pierre de malignon, n°225 (18/03/2000)
  - Charles Péguy de Jean-Paul Fargier, n°33 (16/08/1995)
  - Georges Perec de Pierre-Oscar Lévy, n°245 (09/11/2000)
  - Georges Perros de Jérôme Garcin et Paul André Picton, n°206 (16/10/1999)
  - Fernando Pessoa d'Isabel Calpe, n°49 (06/12/1995)
  - André Pieyre de Mandiargues d'Evelyne Clavaud, n°249 (07/12/2000)
  - Luigi Pirandello de Michel Dumoulin, n°67 (10/04/1996)
  - Francis Ponge de Jean Thibaudeau et Pierre Beuchot, n°203 (25/09/1999)
  - Jacques Prévert de Gilles Nadeau, Alain Poulanges et Janine Marc-Pezet, n°19 (10/05/1995)
  - Marcel Proust de Pierre Dumayet et Robert Bober, n°36 (06/09/1995)
- Q
  - Raymond Queneau de Robert Bober, n°7 (15/02/1995)
- R
  - Raymond Radiguet de Jean-Christophe Averty et Pierre Trividic, n°237 (17/06/2000)
  - Charles Ferdinand Ramuz de Pierre-André Thiébaud, n°137 (15/10/1997)
  - Jules Renard de Jacques Tréfouel, n°105 (23/12/1996)
  - Pierre Reverdy de Pierre Dumayet et Robert Bober, n°184 (10/02/1999)
  - Rainer Maria Rilke de Stan Neumann, n°102 (11/12/1996)
  - Alain Robbe-Grillet de Frédéric Compain, n°195 (05/05/1999)
  - Romain Rolland de Patrick Chaput, n°142 (19/11/1997)
  - Jules Romains de Marie-Ange Horlaville, n°166 (16/09/1998)
  - Edmond Rostand de Jean-Claude Bringuier, n°65 (27/03/1996)
  - Philip Roth de Claude Vajda et Denis Bisson, n°161 (29/04/1998)
  - Raymond Roussel de Jean-Jacques Pauvert et Véronique Bonnet-Nora, n°72 (15/05/1996)
  - Jules Roy de Max Armanet, n°76 (12/06/1996)
  - Salman Rushdie d’Elisa Mantin et Lisa Appignanesi, n°208 (30/10/1999)
- S
  - Robert Sabatier de Christina Lipinska, n°104 (21/12/1996)
  - Ernesto Sábato de Gonzalo Arijón et Alejandro Virginillo, n°31 (02/08/1995)
  - Françoise Sagan de Michelle Porte, n°88 (04/09/1996)
  - Antoine de Saint-Exupéry de Jacques Tréfouël, n°89 (11/09/1996)
  - Saint-John Perse de Jean-Denis Bonan et Jean-Paul Brighelli, n°70 (01/05/1996)
  - Jerome David Salinger de Benoît Jacquot, n°103 (18/12/1996)
  - Nathalie Sarraute de Jacques Doillon, n°39 (27/09/1995)
  - Jean-Paul Sartre d’André Bercoff et Dominique Masson, n°20 (17/05/1995)
  - Arthur Schnitzler, d’Andrée Maracchini, n°253 (04/01/2001)
  - Leonardo Sciascia de Françoise Gallo, n°35 (30/08/1995)
  - Léopold Sédar Senghor de Béatrice Soulé, n°99 (20/11/1996)
  - Victor Segalen d'Olivier Horn, n°47 (22/11/1995)
  - David Shahar d'Elgal Erera, n°207 (23/10/1999)
  - Isaac Bashevis Singer d'Isy Morgensztern, n°92 (02/10/1996)
  - George Bernard Shaw d’André Delacroix, n°73 (22/05/1996)
  - Georges Simenon de Pierre Desfons, n°139 (29/10/1997)
  - Philippe Sollers d’André S. Labarthe, n°160 (22/04/1998)
  - Alexandre Soljenitsyne de Françoise Wolff et Michel Parfenoff, n°201 (11/09/1999)
  - Philippe Soupault d'Antoine Gallien, n°250 (14/12/2000)
  - Wole Soyinka d’Abdelkrim Djaad et Ahmed Rachedi, n°60 (21/02/1996)
  - Gertrude Stein d'Arnaud des Pallières, n°224 (11/03/2000)
  - John Steinbeck d'Alain Gallet et Michel Le Bris, n°26 (28/06/1995)
  - William Styron, n°111 (12/02/1997)
  - André Suarès de Françoise Gallo et Robert Parienté, n°164 (27/05/1998)
  - Jules Supervielle de Pierre Dumayet et Robert Bober, n°84 (07/08/1996)
- T
  - Rabindranath Tagore de Sylvain Roumette, n°30 (26/07/1995)
  - Jun'ichirō Tanizaki d’Antigone Shilling et Didier Deleskiewicz, n°152 (25/02/1998)
  - Jean Tardieu de Pierre Dumayet et Robert Bober, n°61 (28/02/1996)
  - Dylan Thomas de Jules-César Muracciole, n°212 (04/12/1999)
  - Giuseppe Tomasi di Lampedusa de Dominique Gros et Jean-Claude Navarro, n°148 (28/01/1998)
  - Michel Tournier de Max Armanet, n°136 (08/10/1997)
  - Henri Troyat de Michèle Troyat et Jacques Scandelari, n°69 (24/04/1996)
- V
  - Roger Vaillant de Cécile Clairval, n°243 (26/10/2000)
  - Paul Valéry de Pierre Dumayet et Robert Bober, n°131 (03/09/1997)
  - Alexandre Vialatte de Bernard Janin, n°121 (23/04/1997)
  - Boris Vian de Marika Princey et Bernard Gonner, n°77 (19/06/1996)
- W
  - Robert Walser de Catherine Sauvat et Pierre Beuchot, n°118 (02/04/1997)
  - Mika Waltari de Jean-Noël Cristiani, n°162 (06/05/1998)
  - Evelyn Waugh de Gaëlle Bayssière et Joshua Phillips, n°219 (05/02/2000)
  - Edith Wharton d’Elisabeth Lennard et Danielle Mémoire, n°190 (31/03/1999)
  - Tennessee Williams de Fraser MackNaught, n°256 (01/02/2001)
  - Virginia Woolf de Dominique Brard, n°216 (15/01/2000)
- X
  - Lu Xun d'Henry Lange, n°205 (09/10/1999)
- Y
  - Marguerite Yourcenar de Dominique Gros, n°5 (01/02/1995)
- Z
  - Stefan Zweig d’Edgardo Cozarinsky, n°146 (14/01/1998)

### Presse
- « 260 écrivains sur un rythme Rapp » (Antoine Perraud, Télérama, 28 décembre 1994)
- « Bernard Rapp donne à lire » (Serge Bolloch, Le Monde, 1er janvier 1995)
- « Collection de Plumes » (Valérie Cadet, Le Monde, 17 novembre 1996)
- « Encore 160 maîtres ! » (Céline Challier, Télérama, 20 novembre 1996)
- « Une odyssée audiovisuelle en toutes lettres » (Valérie Cadet, Le Monde, 4 février 2001)